# Haliartos
Haliartos – miasto w starożytnej Beocji na południowym brzegu jeziora Kopais, położone w przesmyku pomiędzy jeziorem a górami. Wspominane przez Homera w Iliadzie. Zburzone przez Persów podczas inwazji Kserksesa I na Grecję, później odbudowane. Jedno z najważniejszych miast Beocji podczas wojny peloponeskiej. W czasie wojny korynckiej było miejscem bitwy w której zginął spartański wódz Lizander. W 171 p.n.e. zostało zburzone przez Rzymian a jego mieszkańcy sprzedani w niewolę.